# Churchill (Manitoba)
Churchill (en inuktitut: Kuugjuaq), con 813 habitantes, es una ciudad en el norte de Manitoba, Canadá. Está situada al oeste de la bahía de Hudson, en el estuario del río Churchill. Es conocida como la capital mundial de los osos polares por la alta concentración de esos animales en otoño y por los vehículos comerciales especializados para observarlos.
La temperatura puede variar desde los 20 °C en verano hasta -37 °C en invierno.

## Historia

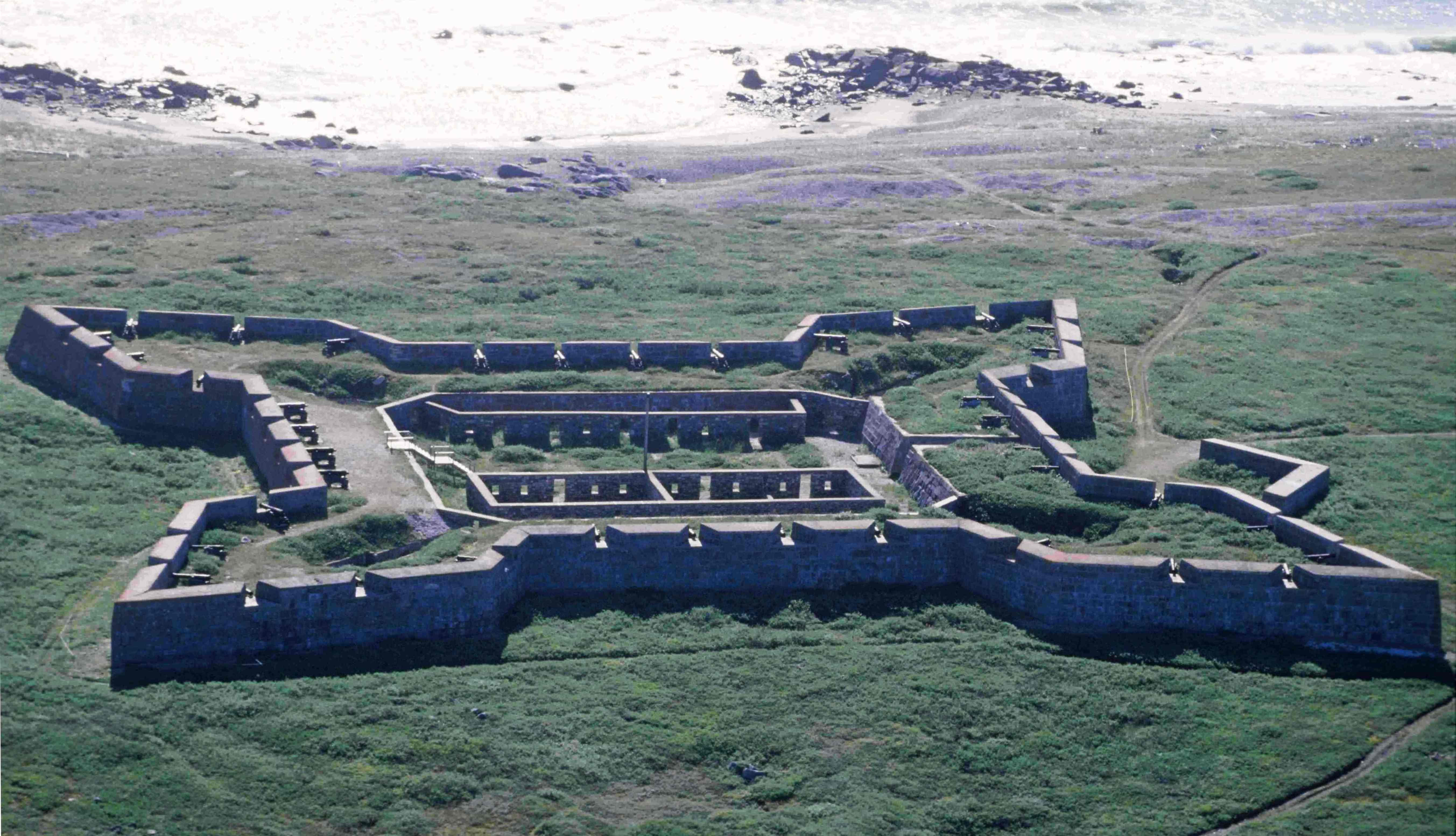
Fuerte del Príncipe de Gales.

Varios pueblos nómadas vivían y cazaban en la región. El pueblo Thule se asentó en la zona procedente del Oeste alrededor del año 1000 d. C. y evolucionó a lo que hoy conocemos como la cultura inuit. Los primeros europeos llegaron a la zona en una expedición danesa en 1619 liderada por Jens Munk y en 1717 la Compañía de la Bahía de Hudson construyó el primer asentamiento permanente. La ciudad y el río recibieron el nombre de Churchill como homenaje a John Churchill, I duque de Marlborough (antepasado del que posteriormente sería primer ministro del Reino Unido, Winston Churchill), que fue gobernador de la Compañía de la Bahía de Hudson a finales del siglo XVII.
La principal industria de Churchill hasta principios del siglo XX fue el comercio de pieles, aunque el declive del mismo hizo que la población pasara una época de decadencia hasta que los gobiernos de las provincias del oeste de Canadá decidieron impulsar la creación de un puerto marítimo de carga en la Bahía de Hudson para dar salida a sus exportaciones de trigo y un ferrocarril que lo uniera con Winnipeg, capital de la provincia de Manitoba, para lo que Churchill fue la localidad elegida en detrimento de la vecina Port Nelson. La línea de ferrocarril llegó a Churchill en 1929.
En 1942, la Fuerza aérea de los Estados Unidos estableció la base naval de Fort Churchill cinco millas al este de la ciudad, que tras la Segunda Guerra Mundial estuvo operada conjuntamente por Canadá y Estados Unidos hasta mediados de los años 60. Durante la segunda mitad del siglo XX, Churchill fue una base de estudios del clima y armamentísticos, e incluso el gobierno del Reino Unido evaluó la posibilidad de realizar pruebas de armas nucleares en la región, opción que descartó para realizarlas finalmente en Australia.
A partir de los años 80, la industria del turismo comenzó a desarrollarse en Churchill gracias a la llegada de visitantes para contemplar la fauna local. Los turistas llegan, principalmente, en los meses de julio y agosto para ver las ballenas Beluga y en los meses de octubre y noviembre para ver los osos polares. El turismo ecológico es a día de hoy una de las principales industrias de la localidad. En el año 1999, el sector turístico aportaba al menos el 40% de los ingresos de la economía local.

## Clima
| Parámetros climáticos promedio de Churchill (1981-2010) | Parámetros climáticos promedio de Churchill (1981-2010) | Parámetros climáticos promedio de Churchill (1981-2010) | Parámetros climáticos promedio de Churchill (1981-2010) | Parámetros climáticos promedio de Churchill (1981-2010) | Parámetros climáticos promedio de Churchill (1981-2010) | Parámetros climáticos promedio de Churchill (1981-2010) | Parámetros climáticos promedio de Churchill (1981-2010) | Parámetros climáticos promedio de Churchill (1981-2010) | Parámetros climáticos promedio de Churchill (1981-2010) | Parámetros climáticos promedio de Churchill (1981-2010) | Parámetros climáticos promedio de Churchill (1981-2010) | Parámetros climáticos promedio de Churchill (1981-2010) | Parámetros climáticos promedio de Churchill (1981-2010) |
| Mes                                                     | Ene.                                                    | Feb.                                                    | Mar.                                                    | Abr.                                                    | May.                                                    | Jun.                                                    | Jul.                                                    | Ago.                                                    | Sep.                                                    | Oct.                                                    | Nov.                                                    | Dic.                                                    | Anual                                                   |
| ------------------------------------------------------- | ------------------------------------------------------- | ------------------------------------------------------- | ------------------------------------------------------- | ------------------------------------------------------- | ------------------------------------------------------- | ------------------------------------------------------- | ------------------------------------------------------- | ------------------------------------------------------- | ------------------------------------------------------- | ------------------------------------------------------- | ------------------------------------------------------- | ------------------------------------------------------- | ------------------------------------------------------- |
| Temp. máx. abs. (°C)                                    | 1.7                                                     | 1.8                                                     | 9.0                                                     | 28.2                                                    | 28.9                                                    | 32.2                                                    | 34.1                                                    | 36.9                                                    | 29.2                                                    | 21.7                                                    | 7.2                                                     | 3.0                                                     | 36.9                                                    |
| Temp. máx. media (°C)                                   | −21.9                                                   | −20.2                                                   | −13.9                                                   | −5.1                                                    | 2.9                                                     | 12.0                                                    | 18.0                                                    | 16.8                                                    | 9.5                                                     | 1.6                                                     | -9.0                                                    | −17.8                                                   | −2.3                                                    |
| Temp. media (°C)                                        | -26.0                                                   | −24.5                                                   | −18.9                                                   | −9.8                                                    | -1.0                                                    | 7.0                                                     | 12.7                                                    | 12.3                                                    | 6.4                                                     | −1.2                                                    | −12.7                                                   | −21.9                                                   | −6.5                                                    |
| Temp. mín. media (°C)                                   | −30.1                                                   | −28.8                                                   | −23.9                                                   | −14.4                                                   | -5.0                                                    | 2.0                                                     | 7.3                                                     | 7.7                                                     | 3.2                                                     | −3.9                                                    | −16.4                                                   | −25.9                                                   | −10.7                                                   |
| Temp. mín. abs. (°C)                                    | -45.6                                                   | -45.4                                                   | -43.9                                                   | -33.3                                                   | -25.2                                                   | -9.4                                                    | -2.2                                                    | -2.2                                                    | -11.7                                                   | -24.5                                                   | -36.1                                                   | -43.9                                                   | -45.6                                                   |
| Precipitación total (mm)                                | 18.7                                                    | 16.6                                                    | 18.1                                                    | 23.6                                                    | 30.0                                                    | 44.2                                                    | 59.8                                                    | 69.4                                                    | 69.9                                                    | 48.4                                                    | 35.5                                                    | 18.4                                                    | 452.5                                                   |
| Lluvias (mm)                                            | 0.0                                                     | 0.0                                                     | 0.4                                                     | 1.1                                                     | 16.1                                                    | 41.0                                                    | 59.8                                                    | 69.3                                                    | 66.0                                                    | 20.9                                                    | 1.3                                                     | 0.1                                                     | 276.0                                                   |
| Nevadas (cm)                                            | 21.7                                                    | 19.3                                                    | 20.4                                                    | 24.9                                                    | 15.5                                                    | 3.3                                                     | 0.0                                                     | 0.0                                                     | 4.2                                                     | 29.8                                                    | 39.2                                                    | 22.9                                                    | 201.2                                                   |
| Días de precipitaciones (≥ 0.2 mm)                      | 11.9                                                    | 10.2                                                    | 11.0                                                    | 8.9                                                     | 10.2                                                    | 12.0                                                    | 13.9                                                    | 15.4                                                    | 15.9                                                    | 15.7                                                    | 15.5                                                    | 11.9                                                    | 152.6                                                   |
| Días de lluvias (≥ 0.2 mm)                              | 0.09                                                    | 0.05                                                    | 0.45                                                    | 1.4                                                     | 5.1                                                     | 10.7                                                    | 13.9                                                    | 14.9                                                    | 14.5                                                    | 6.5                                                     | 0.91                                                    | 0.24                                                    | 67.5                                                    |
| Días de nevadas (≥ 0.2 cm)                              | 11.9                                                    | 10.3                                                    | 11.1                                                    | 8.3                                                     | 6.7                                                     | 1.5                                                     | 0.0                                                     | 0.06                                                    | 2.6                                                     | 11.6                                                    | 15.6                                                    | 12.3                                                    | 92.1                                                    |
| Horas de sol                                            | 79.7                                                    | 117.7                                                   | 177.8                                                   | 198.2                                                   | 197.0                                                   | 243.0                                                   | 281.7                                                   | 225.9                                                   | 112.0                                                   | 58.1                                                    | 55.3                                                    | 53.1                                                    | 1799.5                                                  |
| Fuente: Environment Canada                              |                                                         |                                                         |                                                         |                                                         |                                                         |                                                         |                                                         |                                                         |                                                         |                                                         |                                                         |                                                         |                                                         |

## Osos polares

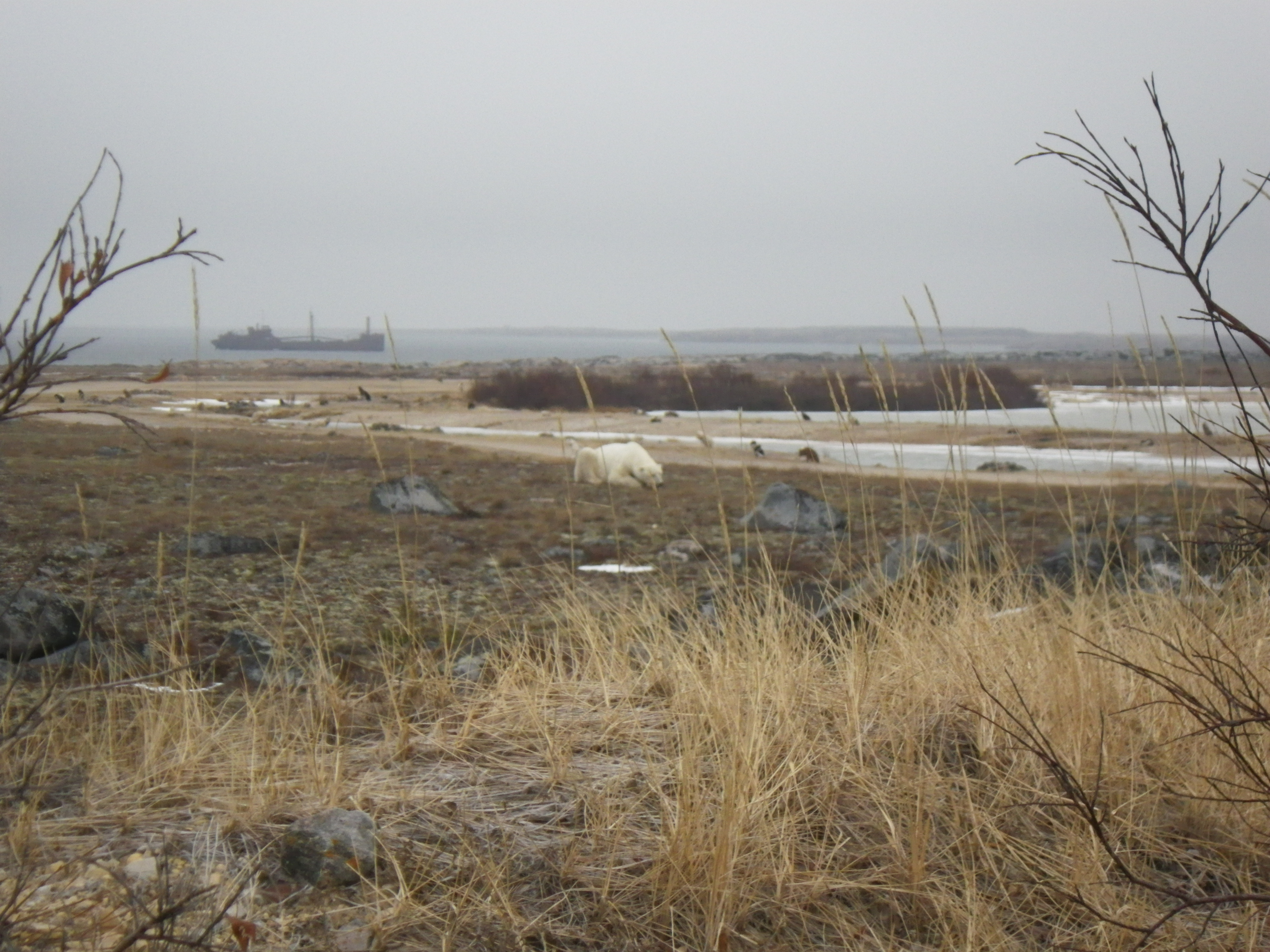
Un oso polar y detrás los restos del SS Ithaka, que naufragó en 1960.

Las autoridades locales de Churchill han denominado oficiosamente a la localidad como capital mundial de los osos polares, ya que durante los meses de octubre y noviembre estos animales se dirigen hacia la Bahía de Hudson una vez que la superficie de sus aguas se congela y pueden salir a cazar su principal alimento, la foca ocelada.
Durante esos meses, es frecuente ver osos polares en las proximidades de la localidad de Churchill e, incluso, es habitual que algunos ejemplares se dejen ver por las calles de la localidad, con riesgo para la integridad física de sus habitantes, ya que son animales carnívoros. Los visitantes y residentes en Churchill reciben instrucciones sobre cómo comportarse ante la presencia de un oso polar e, incluso, los niños de la escuela de la localidad son aleccionados por sus profesores sobre la materia.
En las calles de la localidad se colocan también trampas específicas para atrapar a los osos polares que se acercan a las zonas urbanas. Una vez capturados, son trasladados a un centro conocido coloquialmente como cárcel de osos polares desde el que son trasladados posteriormente colgados de un helicóptero a zonas despobladas.
Los turistas que visitan la ciudad en la temporada de avistamiento de osos polares pueden contemplarlos en excursiones organizadas en vehículos especiales conocidos como Thundra Buggy que recorren las zonas próximas a la ciudad, o incluso pernoctar en el campo en los llamados Thundra Lodge.

## Transporte
Churchill no tiene conexión por carretera con el resto de Canadá. Sólo se puede llegar a la localidad de dos maneras: en ferrocarril, con la conexión operada por Via Rail Canada desde Winnipeg, Manitoba o en avión, con los vuelos de la compañía Calm Air que la conectan con Winnipeg y Thompson, ambas en ciudades en la provincia de Manitoba.